# Parasesarma melissa
Parasesarma melissa is een krabbensoort uit de familie van de Sesarmidae. De wetenschappelijke naam van de soort is voor het eerst geldig gepubliceerd in 1887 door De Man.